# Wrath (Album)
Wrath (engl.: ‚Wut‘, ‚Zorn‘) ist das sechste Studioalbum der US-amerikanischen Metalband Lamb of God. Es erschien am 20. Februar 2009 via Roadrunner Records und erreichte Platz zwei der US-amerikanischen und Platz eins der kanadischen Albumcharts. Für das Lied Set to Fail wurde die Band für den Grammy Award in der Kategorie Best Metal Performance nominiert.

## Entstehung
Nachdem die Band monatelang für das Vorgängeralbum Sacrament auf Tournee war, beschlossen die Bandmitglieder, das gesamte Jahr 2008 für eine längere Pause zu verwenden. Doch bereits im März 2008 trafen sich Band wieder, um an ihrer dritten DVD Walk With Me in Hell und an einem neuen Studioalbum zu arbeiten. Gleichzeitig unterschrieb die Band einen Vertrag mit Roadrunner Records für alle Territorien außerhalb Nordamerikas.
Doch bereits Ende März 2008 wollte die Band wieder mit dem Produzenten „Machine“ zusammenarbeiten, der die beiden Vorgängeralben Ashes of the Wake und Sacrament betreut hat. Dennoch entschieden sich Lamb of God für Josh Wilbur, der sich durch seine Zusammenarbeit mit dem Countrysänger Steve Earl einen Namen machte.

„Wir haben viel von „Machine“ gelernt. Aber er wollte unsere Musik der Masse zugänglicher machen, damit wir mehr Erfolg haben. Er wollte einen glatteren Sound. Und diesen Weg wollten wir einfach nicht gehen.“

Die Aufnahmen dauerten von Mitte August bis Ende September 2008. Insgesamt vier Studios wurden für die Aufnahmen in Anspruch genommen. Gemischt wurde das Album von Josh Wilbur, das Mastering übernahm Brian Gardner.

## Hintergrund
Als die Band mit den Arbeiten an Wrath begannen kam Sänger Randy Blythe die Idee, Texte über das Thema Geld, dessen Nutzen und Missbrauch zu verfassen. In einem Interview erklärte Blythe, dass es sich bei Wrath nicht um ein Konzeptalbum handeln würde. Jedoch wären die Texte der Lieder miteinander verbunden. Blythe gab allerdings zu, dass sein Vorhaben nur teilweise umgesetzt werden konnte.
Der Text von In Your Words ist eine Kritik an der Musikindustrie. Das Lied Contractor handelt von Auftragsmördern und Söldnern. Inspiriert wurde das Lied von privaten Sicherheitsunternehmen wie Blackwater Worldwide, dessen Mitarbeiter als Söldner eingesetzt wurden.
Reclamation befasst sich mit der Zerstörung der Umwelt und der Ökologie. Schlagzeuger Chris Adler erklärte in einem Interview, dass der US-Präsident Barack Obama seine Landsleute dazu bringt, mehr über diese Themen nachdenken.
Die japanische Version des Albums enthält als Bonus die Lieder We Die Alone, Shoulder of Your God und Condemn the Hive. Die ersten beiden Lieder befinden sich auch auf dem limitierten Digipak.

## Rezeption

### Rezensionen
Das deutsche Magazin Metal Hammer kürte Wrath zum „Album des Monats“. Florian Krapp bewertete das Album als „großartige Zusammenfassung der Bandkarriere“ und vergab sechs von sieben Punkten. Stephan Jegust vom Online-Magazin Bloodchamber.de bezeichnete Wrath als den „stärksten Output der Bandgeschichte, welches Lamb of God unter die drei besten Bands im modernen Thrash Metal bringt“ und vergab die Höchstpunktzahl von zehn.
Für den Rezensenten Enrico vom Online-Magazin Medienkonverter ist Wrath eine „ordentliche, aber nicht überragende Scheibe“; er bemängelte, dass „ein Hit fehlt“. Er gab dem Album vier von sechs Punkten. Moritz Grütz vom Online-Magazin metal1.info bezeichnete das Album als ein Werk, das „sich im Dreck der Durchschnittlichkeit windet und ohne wahre Stärken und Höhepunkte auskommt“. Grütz gab Wrath 4,5 von zehn Punkten.

### Chartplatzierungen
| ChartsChartplatzierungen       | Höchstplatzierung | Wochen |
| ------------------------------ | ----------------- | ------ |
| Deutschland (GfK)              | 61 (1 Wo.)        | 1      |
| Kanada (MC)                    | 1 (3 Wo.)         | 3      |
| Österreich (Ö3)                | 53 (2 Wo.)        | 2      |
| Schweiz (IFPI)                 | 56 (1 Wo.)        | 1      |
| Vereinigte Staaten (Billboard) | 2 (12 Wo.)        | 12     |
| Vereinigtes Königreich (OCC)   | 25 (1 Wo.)        | 1      |

### Musikpreise
Für das Lied Set to Fail wurde die Band für den Grammy Award in der Kategorie Best Metal Performance nominiert. Der Preis ging jedoch an die Band Judas Priest.